# Estación de Vigo-Urzaiz (1881)
La antigua estación de Vigo-Urzaiz, inaugurada el 18 de junio de 1881, se encontraba en los terrenos de la actual estación de Vigo-Urzaiz, junto a la calle Alfonso XIII, en el centro de la ciudad de Vigo. 

## Historia y descripción

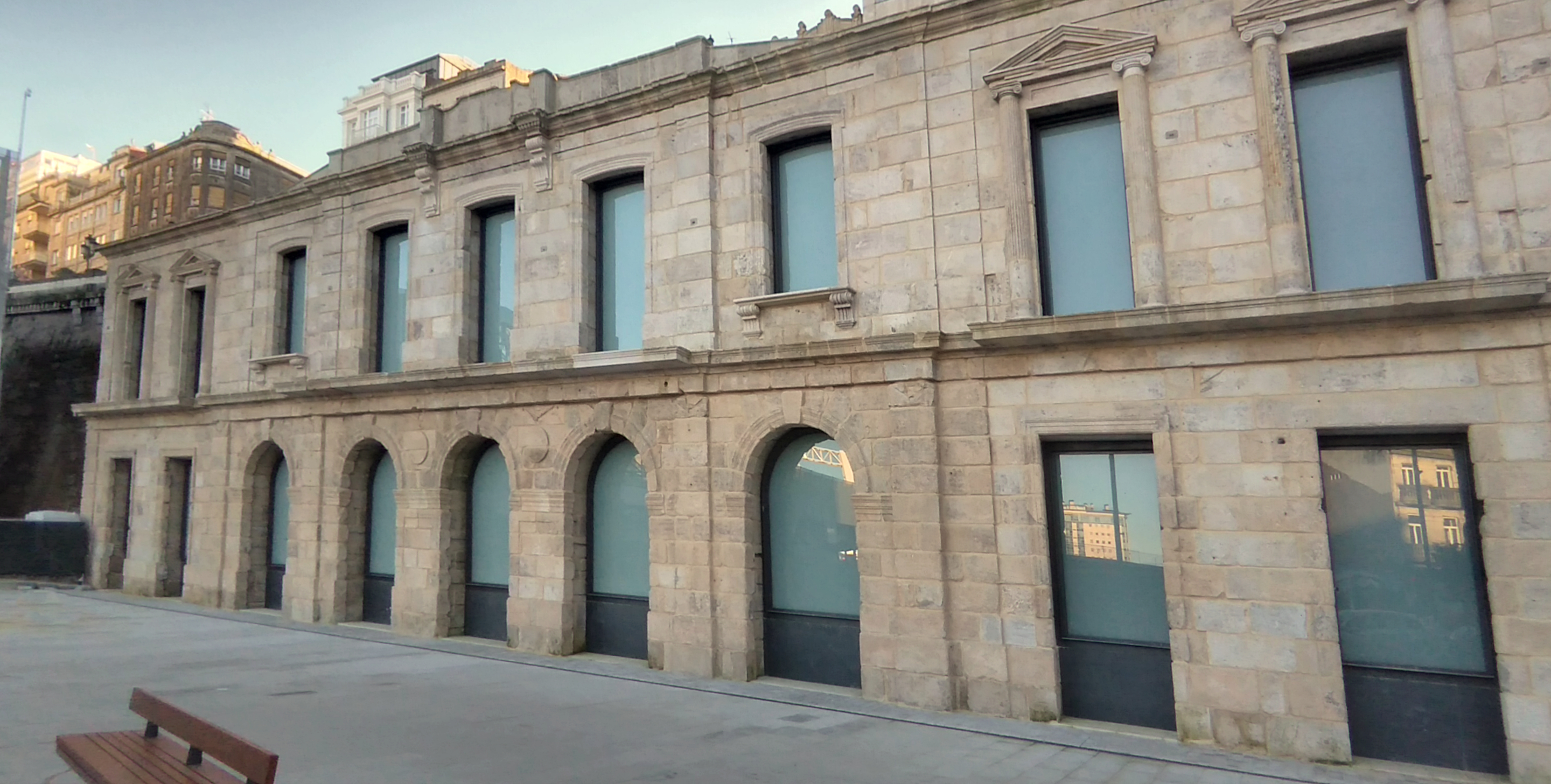
Fachada de la primera estación (1881-1987), reconstruida al lado de la actual

La estación original se construyó en 1878, aunque el primer servicio ferroviario partió de ella el 18 de junio de 1881 con destino a Orense, inaugurando así el servicio ferroviario en la ciudad de Vigo.
En el año 1981 concluyeron las obras de electrificación a 3 kV CC de la línea Monforte-Orense-Vigo, permitiendo así la llegada de los primeros servicios con trenes eléctricos, siendo las UT 440 las encargadas de inaugurar dicha electrificación, y permitiendo posteriormente la llegada de trenes más rápidos y más potentes a Vigo, como las UT 444 o las locomotoras 251 o 252, siendo también locomotoras habituales por esta zona hasta su baja las locomotoras 277 (Inglesas).
En el año 1987 se construyó el segundo edificio de la estación, que fue inaugurado el 28 de septiembre de 1987, sustituyendo a la antigua estación original, construida en 1878, ambas estaciones convivieron hasta finales de la década de 1990, a la espera de que se decidiera cuál iba a ser el uso del edificio de la antigua estación, planteando entre otras posibilidades la instalación del Conservatorio Profesional de Música de Vigo, el cual no se llegó a materializar. Finalmente el edificio fue desmantelado y sus piedras almacenadas en una parcela de la Estación de Redondela durante varias décadas, hasta que en 2020 fue reconstruido al lado de la estación actual.
El 27 de agosto de 2011 se trasladan los servicios ferroviarios a la estación de Vigo-Guixar, procediendo al derrumbe de todas las instalaciones incluyendo las naves de mantenimiento para proceder a la construcción de la nueva estación subterránea a 15 metros por debajo de la cota original.